# ツール・ド・フランスさいたまクリテリウム
ツール・ド・フランス さいたまクリテリウムは、埼玉県さいたま市で開催されている、自転車競技のロードレース大会である。

## 概要
2013年にツール・ド・フランス100回を記念して開始された。「ツール・ド・フランス」の名称をクリテリウム（市街地などに短いコースを設けて周回するレースの方式）レースとして大会名に冠するのは世界初である。夏の本大会入賞者・チームや、国内選手・チームが集まり、さいたま新都心の道路を封鎖して設けた特設コースを走行する。さいたま市が主催、埼玉県と、さいたまスポーツコミッション、公益社団法人さいたま観光国際協会、アモリ・スポル・オルガニザシオン（ASO：Amaury Sport Organisation）が共催で実施しており、またJKAの競輪補助事業として行われている。2020・21年は新型コロナウィルス感染拡大の影響から開催見送りとなった。

### 大会名称
- 2013年（第1回) - 「さいたまクリテリウム by ツールドフランス」[1]
- 2014年（第2回） - 「2014 ツール・ド・フランス さいたまクリテリウム presented by ベルーナ」[3]
- 2015年（第3回） - 「J:COM presents 2015 ツール・ド・フランス さいたまクリテリウム」[4]
- 2016年（第4回） - 「J:COM presents 2016 ツール・ド・フランス さいたまクリテリウム」[5]
- 2017年（第5回） - 「J:COM presents 2017 ツール・ド・フランス さいたまクリテリウム」[6]
- 2018年（第6回） - 「J:COM presents 2018ツール・ド・フランスさいたまクリテリウム」
- 2019年（第7回） - 「J:COM presents 2019ツール・ド・フランスさいたまクリテリウム」
- 2022年（第8回） - 「J:COM presents 2022ツール・ド・フランスさいたまクリテリウム」[7]
- 2023年（第9回） - 「J:COM presents 2023ツール・ド・フランスさいたまクリテリウム」

### コース
メインレース
- 2013年（第1回） - 2.7 km[8]×20周[9]
- 2014年（第2回） - 約3.1 km[10]×20周[11] - スタート・フィニッシュ地点を変更、コースを延長し、さいたまスーパーアリーナを通過する形式にした。
- 2015年（第3回） - 約3.1 km[12]×20周[13] - 前年と同じコースだが、スタート・フィニッシュ地点を戻し、周回方向を逆にした。
- 2016年（第4回） - 約3.1 km[14]×20周[15] - 前年と同じコース。
- 2017年（第5回） - 約3km×19周[16] - スタート・フィニッシュ地点が駅の東側となり、コースが大きく変更される。
- 2018年（第6回） - 約3km×19周 - 前年と同じコース。
- 2019年（第7回） - 約3.5 km×17周
- 2022年（第8回） - 約3.5 km×17周
- 2023年（第9回） - 約3.5 km×17周

## 各賞受賞者

### メインレース表彰台
| 開催年 | 優勝者                     | 2位                  | 3位                        |
| ------ | -------------------------- | -------------------- | -------------------------- |
| 2023年 | タデイ・ポガチャル         | セップ・クス         | ペーター・サガン           |
| 2022年 | ヤスパー・フィリプセン     | ヨナス・ヴィンゲゴー | ゲラント・トーマス         |
| 2019年 | 新城幸也                   | エガン・ベルナル     | プリモシュ・ログリッチ     |
| 2018年 | アレハンドロ・バルベルデ   | ゲラント・トーマス   | 新城幸也                   |
| 2017年 | マーク・カヴェンディッシュ | 別府史之             | 畑中勇介                   |
| 2016年 | ペーター・サガン           | 初山翔               | クリス・フルーム           |
| 2015年 | ヨーン・デーゲンコルプ     | 別府史之             | クリス・フルーム           |
| 2014年 | マルセル・キッテル         | ペーター・サガン     | アレクサンダー・クリストフ |
| 2013年 | クリス・フルーム           | ペーター・サガン     | ルイ・コスタ               |

### メインレース各賞
| 開催年 | ポイント賞                     | 山岳賞                   | 最優秀新人賞               | 敢闘賞                 | 総合1位チーム                       | 日本人総合1位チーム                        |
| ------ | ------------------------------ | ------------------------ | -------------------------- | ---------------------- | ----------------------------------- | ------------------------------------------ |
| 2023年 | マーク・カヴェンディッシュ     | ジュリオ・チッコーネ     | タデイ・ポガチャル         | クリス・フルーム       | チーム・ユンボ・ヴィスマ            | 愛三工業レーシングチーム                   |
| 2022年 | マーク・カヴェンディッシュ     | シモン・ゲシュケ         | ヤスパー・フィリプセン     | 新城幸也               | モビスター・チーム                  | 愛三工業レーシングチーム                   |
| 2019年 | マッテオ・トレンティン         | ロメン・バルデ           | エガン・ベルナル           | ヤコブ・フグルサング   | ミッチェルトン・スコット            | チーム右京                                 |
| 2018年 | アレクサンダー・クリストフ     | ヴィンチェンツォ・ニバリ | 横山航太                   | マッテオ・トレンティン | ツール・ド・フランス ジャパンチーム | マトリックス・パワータグ                   |
| 2017年 | フレフ・ファン・アヴェルマート | クリス・フルーム         | アルベルト・ベッティオール | ワレン・バルギル       | BMC レーシングチーム                | 愛三工業レーシングチーム                   |
| 2016年 | マルセル・キッテル             | ロマン・バルデ           | アダム・イェーツ           | 別府史之               | ティンコフ                          | ブリヂストン・アンカー・サイクリングチーム |
| 2015年 | 畑中勇介                       | ロマン・バルデ           | ロマン・バルデ             | 新城幸也               | トレック ファクトリーレーシング     | 愛三工業レーシングチーム                   |
| 2014年 | ヴィンチェンツォ・ニバリ       | ラファウ・マイカ         | ペーター・サガン           | 別府史之               | チーム ジャイアント・シマノ         | 愛三工業レーシングチーム                   |
| 2013年 | 別府史之                       | ルイ・コスタ             | ペーター・サガン           | 別府史之               | キャノンデール・プロサイクリング    | N/A                                        |

- 他に、2013年大会には「カワムロ賞」があり、窪木一茂が受賞した。

## 2013年
「さいたまクリテリウムbyツールドフランス2013」は、2013年10月26日に開催された。台風27号の接近により開催が危ぶまれたが、台風の進路を見極めて前日に開催を決断した。当日の朝に雨は上がり、大会は晴天の下で行われた。
メインレースはさいたま新都心駅を挟んだ特設コース（2.7 km×20周）で行われた。スタート・フィニッシュは北与野駅近く（現在のさいたま赤十字病院付近）におかれ、コースはJRの線路をくぐる「新都心地下道」を山岳に見立て、官庁ビルの間を縫って進むなど、平地の直線が少ないものだった。
クリテリウムレースに併せて、協賛企業のPRや物販を行う「サイクルフェスタ」（さいたまスーパーアリーナ内）や、フランス食材を中心に飲食できる「さいたまるしぇ」（けやきひろば）が開催された（この2つのイベントは、その後も継続して行われている）。
桧家ホールディングスを筆頭に多数のスポンサーを集めたものの、大会の運営費用が為替差損や想定外の経費増によりかさみ、約1億9000万円の赤字となった。大会実行委員会に対する1.5億円の追加支出を含んだ補正予算はさいたま市議会で審議未了のまま廃案となり、2014年1月に清水勇人市長が専決処分を行って支出を執行した。

### 出場チーム
UCIプロチーム
- キャノンデール（ イタリア、CAN）
- スカイ（ イギリス、SKY）
- モビスター・チーム（ スペイン、MOV）
- アルゴス・シマノ（ オランダ、ARG）
- オリカ・グリーンエッジ（ オーストラリア、OGE）
- AG2R・ラ・モンディアル（ フランス、ALM）
- FDJ.fr（ フランス、FDJ）

プロフェッショナルコンチネンタルチーム
- チーム・ヨーロッパカー（ フランス、EUC）

上記海外籍チームの選手のほか、日本籍チームに所属する選手が中心の日本国籍選手も参加する。

### 成績
| 順位 | 選手名                   | 国籍       | チーム                   | 時間          |
| ---- | ------------------------ | ---------- | ------------------------ | ------------- |
| 1    | クリス・フルーム         | イギリス   | スカイ                   | 1時間17分10秒 |
| 2    | ペーター・サガン         | スロバキア | キャノンデール           | +07秒         |
| 3    | ルイ・コスタ             | ポルトガル | モビスター・チーム       | +07秒         |
| 4    | トム・フェーレルス       | オランダ   | アルゴス・シマノ         | +12秒         |
| 5    | 窪木一茂                 | 日本       | マトリックス・パワータグ | +12秒         |
| 6    | 中島康晴                 | 日本       | 愛三工業レーシングチーム | +12秒         |
| 7    | 小室雅成                 | 日本       | イナーメ・信濃山形       | +12秒         |
| 8    | 西谷泰治                 | 日本       | 愛三工業レーシングチーム | +12秒         |
| 9    | 吉田隼人                 | 日本       | シマノレーシング         | +12秒         |
| 10   | アレハンドロ・バルベルデ | スペイン   | モビスター・チーム       | +12秒         |

## 2014年

### 大会概要

#### 開催準備
2013年の大会では最終的に約1億9000万円の赤字となったことを受け、2014年の大会では黒字化を目指し、さまざまな取り組みが行われた。まず、大会年数を入れて解りやすい名称にするために、大会名称を「2014ツール・ド・フランスさいたまクリテリウム」に変更。次に冠スポンサーとして地元埼玉県内の企業で、上尾市に本社を置く通信販売大手のベルーナと合意。これを受け、大会名称は「2014ツール・ド・フランスさいたまクリテリウム presented by ベルーナ」と再変更された。物販の拡充も図られ、大会を記念して世界で初めて作られたメモリアルワインはベルーナが販売を行った。
次いで個人サポーターや企業サポーターの募集が行われ、後述する今大会の特徴でもあったアリーナ内を駆け抜けるコース付近の観覧席はサポーター向けに設置された。その他にコースの体験走行、バックヤードツアーなどが特典として与えられ、開会式や表彰式はサポーター向けとして公開された。
また、博報堂DYメディアパートナーズと事務局支援業務で契約し、さいたま市だけでなく埼玉県とも共催する運びとなった。
レースの模様はJ SPORTS 3で生放送（14:30 - 17:30）され、地上波でもテレビ東京系列6局ネットでディレイ放送（16:00 - 17:15）されるほか、ジャン-エティエンヌ アモリASO代表から全世界120カ国以上で放送されると発表された。
前年同様、協賛企業やフランス関連企業のPRや飲食、物品販売のため、「さいたまるしぇ」がけやきひろばで行われたが、「サイクルフェスタ」は、スーパーアリーナをコースに組み込んだ（下記）ことから、新都心駅東側にある三菱マテリアル跡地の広大な空き地を利用した。

#### コース変更
周回コースは前回より延長され、約3.1kmの20周となった。2014年のコースは、前年で不足した平地での直線を組み込んでスピードレース化を図ったことと、自転車レースとしては異例な、さいたまスーパーアリーナ内部を通過するレイアウトが特徴であった。バックヤードの設置位置が、2013年度に使用した区画が病院建設により使用出来なくなり、そのスペースを確保するために、スーパーアリーナを使用する事となった（前年もサイクルフェスタで使用した）ことから、これをコースに組み込んで目玉としたものである。マットを敷き詰めたアリーナに搬入口を経由して進入するという試みには落車の危険性を危惧する声もあったものの、イタリアの狭い路地やパヴェを転戦する本場の選手であれば十分に対応が可能との意見もあり、また出場選手からも歓迎の声が聞かれた。

#### 文化交流会
2013年に引き続き、2014年も招待選手を招いての文化交流会が行われた。まず氷川神社を参拝し、ここで手水舎の使い方や参拝の作法に関する説明を受け、拝殿で神職による雅楽の演奏や巫女舞を鑑賞した。続いてさいたま市産業文化センターへと移動し、書道、茶道を通じた県立与野高校の生徒達との交流会が設けられた。3賞受賞者であるニバリ、サガン、マイカは袴に着替え、ニバリは「王」サガンは「速」マイカは「山」と、それぞれの受賞タイトルにちなんだ漢字を筆で書く体験を行った。
24日の夜にはさいたまスーパーアリーナにてJsports主催による「我らワールドのツール・ド・フランス観戦塾～さいたまクリテリウム直前スペシャル～」と題した前夜祭イベントが行われ、同番組でお馴染みの栗村修とサッシャをMCに、ニバリ、サガン、マイカ、フルーム、キッテル、新城の6名がゲストとして参加した。メインイベントに先だってツール・ド・フランスアンバサダーを務めるベルナール・イノーより翌2015年のツールドフランスのコースに関するプレゼンテーションが行われた。会場には抽選で選ばれた300名が集まり、ゲスト達6名は2015年のツールドフランスに関するコメントや、さいたまに関するクイズなどを行い観客を楽しませた。

#### パブリックビューイング
会場から離れた場所でもレースの状況を観戦できるように、2014年大会ではパブリックビューイングが浦和駅東口の駅前市民広場（浦和パルコ前）やさいたま新都心駅東口のカタクラウッディー広場、さらには鴻巣駅から徒歩1分のこうのすシネマ多目的ホールにて実施された。

### 出場チーム

#### 海外チーム
当初、アスタナ・プロチームから4人目としてアレッサンドロ・ヴァノッティが出場すると発表されていたが、その後欠場すると発表された。
| チームスカイ(SKY) |                          |              |
| No.               | 選手名                   | 出場回数     |
| 52                | クリス・フルーム         | 2年連続2回目 |
| 53                | ダリオ・カタルド         | 初出場       |
| 51                | ルーク・ロウ             | 初出場       |
| 54                | サルヴァトーレ・プッチョ | 初出場       |

| エフデジ・ポワン・エフエール(FDJ) |                      |              |
| No.                               | 選手名               | 出場回数     |
| 71                                | アルノー・デマル     | 初出場       |
| 73                                | ジェレミー・ロワ     | 2年連続2回目 |
| 74                                | アルノル・ジャヌソン | 初出場       |
| 72                                | ユシ・ヴァイカネン   | 2年連続2回目 |

| チーム・カチューシャ(KAT) |                              |          |
| No.                       | 選手名                       | 出場回数 |
| 62                        | アレクサンダー・クリストフ   | 初出場   |
| 61                        | ガティス・スムクリス         | 初出場   |
| 64                        | マルコ・ハラー               | 初出場   |
| 63                        | スヴェンエリック・ビストロム | 初出場   |

| AG2R・ラ・モンディアル(ALM) |                            |              |
| No.                         | 選手名                     | 出場回数     |
| 31                          | ジャン＝クリストフ・ペロー | 初出場       |
| 33                          | ブレル・カドリ             | 2年連続2回目 |
| 32                          | ロメン・バルデ             | 2年連続2回目 |
| 34                          | ミカエル・シェレル         | 初出場       |

| チーム・ジャイアント＝シマノ(GIA) |                          |              |
| No.                               | 選手名                   | 出場回数     |
| 41                                | マルセル・キッテル       | 2年連続2回目 |
| 43                                | クーン・デコルト         | 初出場       |
| 42                                | ワレン・バルギル         | 初出場       |
| 44                                | ヨハネス・フレーリンガー | 初出場       |

| ティンコフ＝サクソ(TCS) |                        |          |
| No.                     | 選手名                 | 出場回数 |
| 21                      | ラファウ・マイカ       | 初出場   |
| 24                      | ニコラス・ロッシュ     | 初出場   |
| 22                      | マイケル・ロジャース   | 初出場   |
| 23                      | パベル・ポリャンスキー | 初出場   |

| キャノンデール・プロサイクリング(CAN) |                          |              |
| No.                                   | 選手名                   | 出場回数     |
| 12                                    | ペーター・サガン         | 2年連続2回目 |
| 13                                    | ジャンマルク・マリノ     | 初出場       |
| 11                                    | アレッサンドロ・デマルキ | 初出場       |
| 14                                    | ユライ・サガン           | 2年連続2回目 |

| アスタナ・プロチーム(AST) |                              |          |
| No.                       | 選手名                       | 出場回数 |
| 1                         | ヴィンチェンツォ・ニバリ     | 初出場   |
| 3                         | リーウ・ウェストラ           | 初出場   |
| 4                         | バレリオ・アニョーリ         | 初出場   |
|                           | アレッサンドロ・ヴァノッティ | 欠場     |

| ツール・ド・フランス ジャパンチーム |          |              |
| No.                                 | 選手名   | 出場回数     |
| 81                                  | 新城幸也 | 2年連続2回目 |
| 82                                  | 別府史之 | 2年連続2回目 |

#### 国内チーム
当初、ヴィーニファンティーニNIPPOから小石祐馬、マトリックスパワータグから田窪賢次が出場すると発表されていたが、それぞれ石橋学とプラデス・ベンジャミンに変更されると発表された。
| スペシャルチームジャパン for さいたま |            |              |
| No.                                   | 選手名     | 出場回数     |
| 91                                    | 佐野淳哉   | 初出場       |
| 92                                    | 徳田鍛造   | 初出場       |
| 93                                    | 橋本英也   | 2年連続2回目 |
| 94                                    | 高木三千成 | 初出場       |

| ヴィーニファンティーニNIPPO(VFN) |          |          |
| No.                              | 選手名   | 出場回数 |
| 161                              | 宮澤崇史 | 初出場   |
| 162                              | 秋丸湧哉 | 初出場   |
| 163                              | 石橋学   | 初出場   |
| 164                              | 山本元喜 | 初出場   |

| チームブリヂストン・アンカー(BGT) |          |              |
| No.                               | 選手名   | 出場回数     |
| 111                               | 清水都貴 | 2年連続2回目 |
| 112                               | 内間康平 | 2年連続2回目 |
| 113                               | 初山翔   | 2年連続2回目 |
| 114                               | 寺崎武郎 | 2年連続2回目 |

| 愛三工業レーシングチーム(AIS) |          |              |
| No.                           | 選手名   | 出場回数     |
| 101                           | 西谷泰治 | 2年連続2回目 |
| 102                           | 綾部勇成 | 初出場       |
| 103                           | 盛一大   | 2年連続2回目 |
| 104                           | 中島康晴 | 2年連続2回目 |

| チーム右京(UKO) |          |              |
| No.             | 選手名   | 出場回数     |
| 141             | 狩野智也 | 初出場       |
| 142             | 窪木一茂 | 2年連続2回目 |
| 143             | 湊諒     | 初出場       |
| 144             | 山本隼   | 初出場       |

| シマノレーシング(SMN) |            |              |
| No.                   | 選手名     | 出場回数     |
| 131                   | 畑中勇介   | 2年連続2回目 |
| 132                   | 入部正太朗 | 初出場       |
| 133                   | 吉田隼人   | 2年連続2回目 |
| 134                   | 野中竜馬   | 初出場       |

| マトリックス・パワータグ(MTR) |                        |          |
| No.                           | 選手名                 | 出場回数 |
| 121                           | 安原大貴               | 初出場   |
| 122                           | 和田力                 | 初出場   |
| 123                           | 永良大誠               | 初出場   |
| 124                           | プラデス・ベンジャミン | 初出場   |

| 宇都宮ブリッツェン(BLZ) |          |          |
| No.                     | 選手名   | 出場回数 |
| 151                     | 青柳憲輝 | 初出場   |
| 152                     | 堀孝明   | 初出場   |
| 153                     | 城田大和 | 初出場   |

### レポート

#### クリテリウムレース

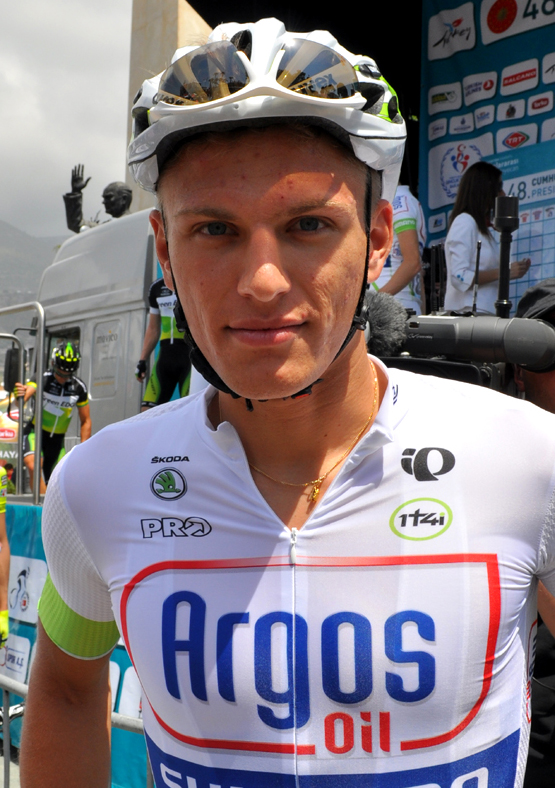
優勝したマルセル・キッテル（2012年）

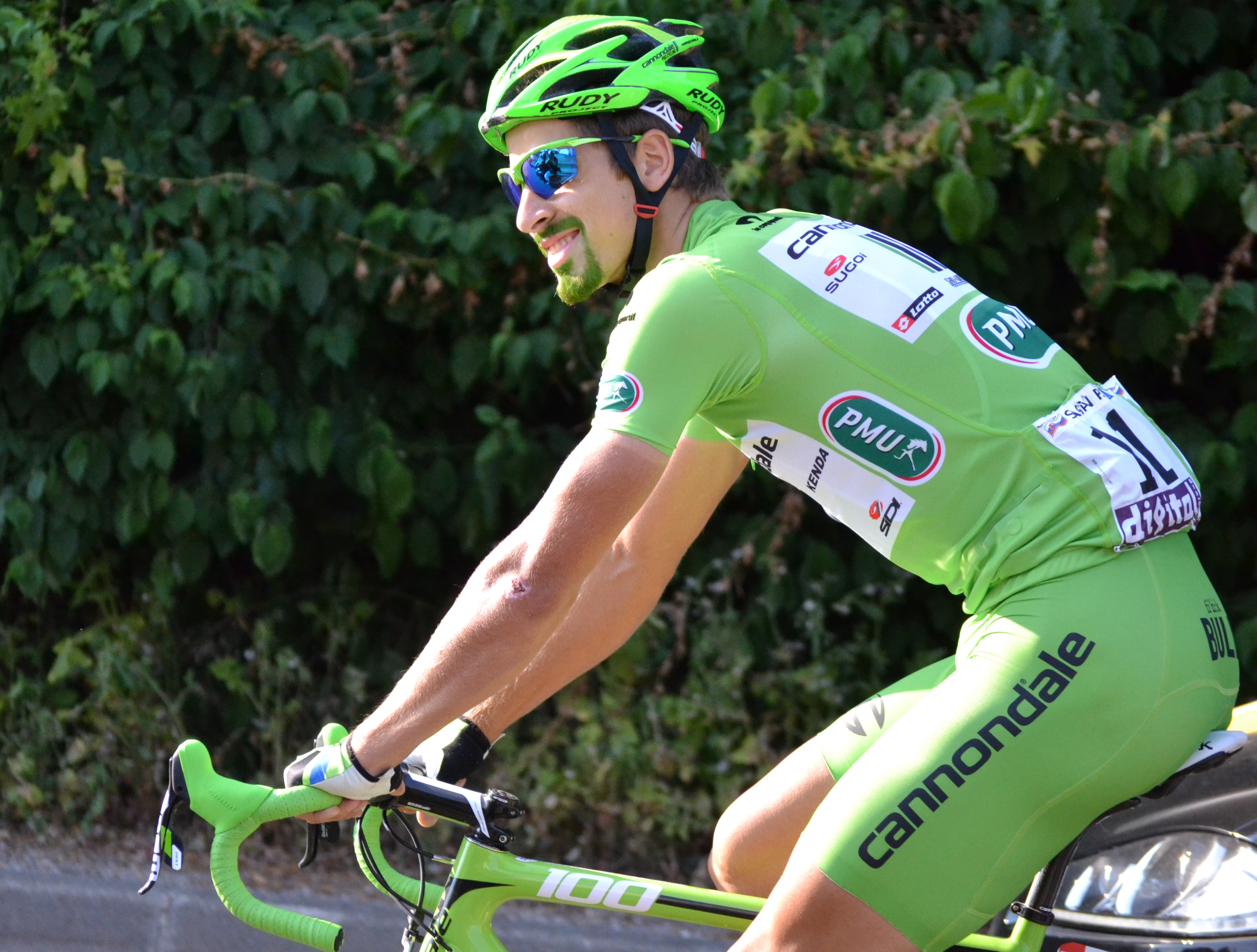
2位のペーター・サガン（2013年）

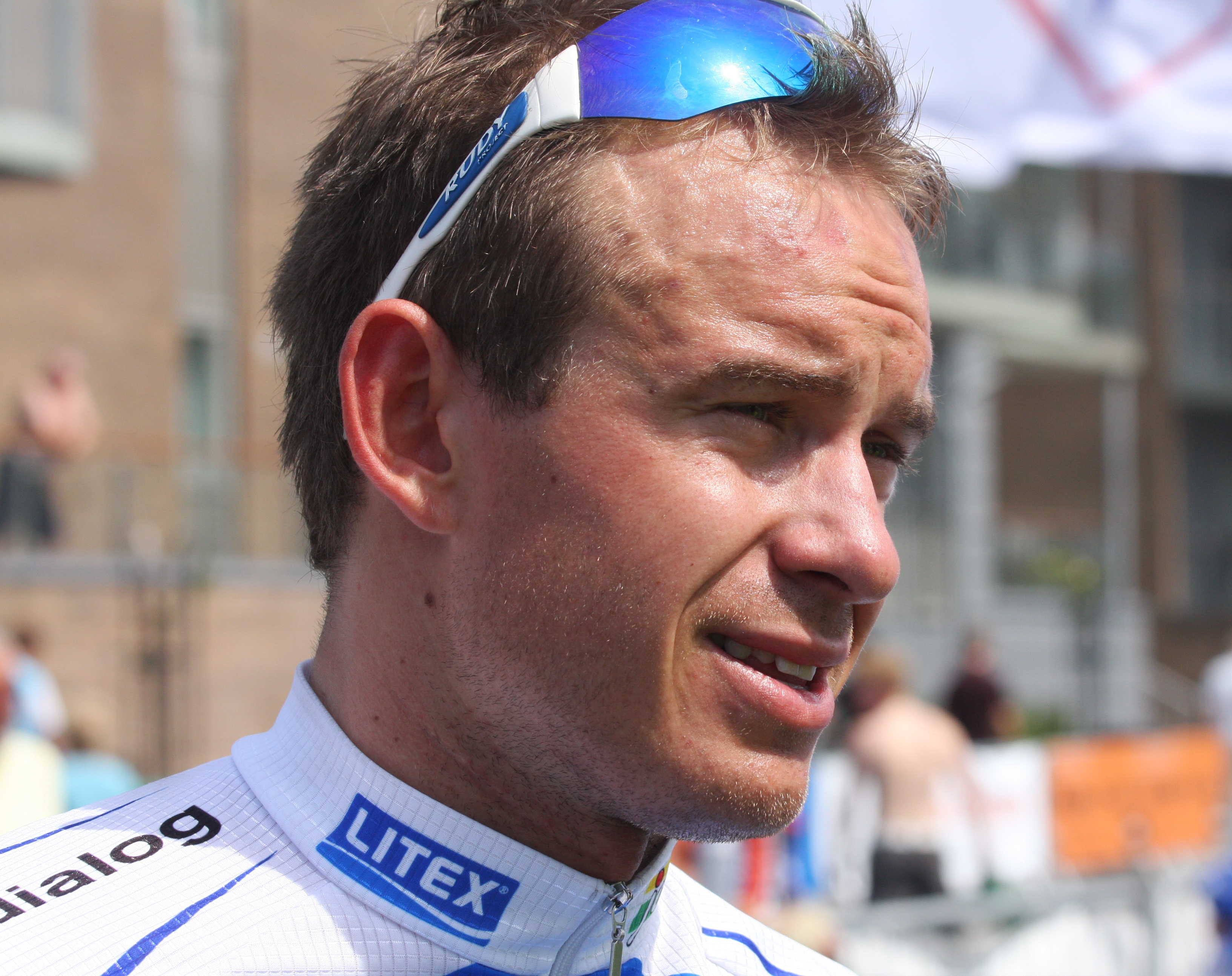
3位のアレクサンダー・クリストフ（2009年）

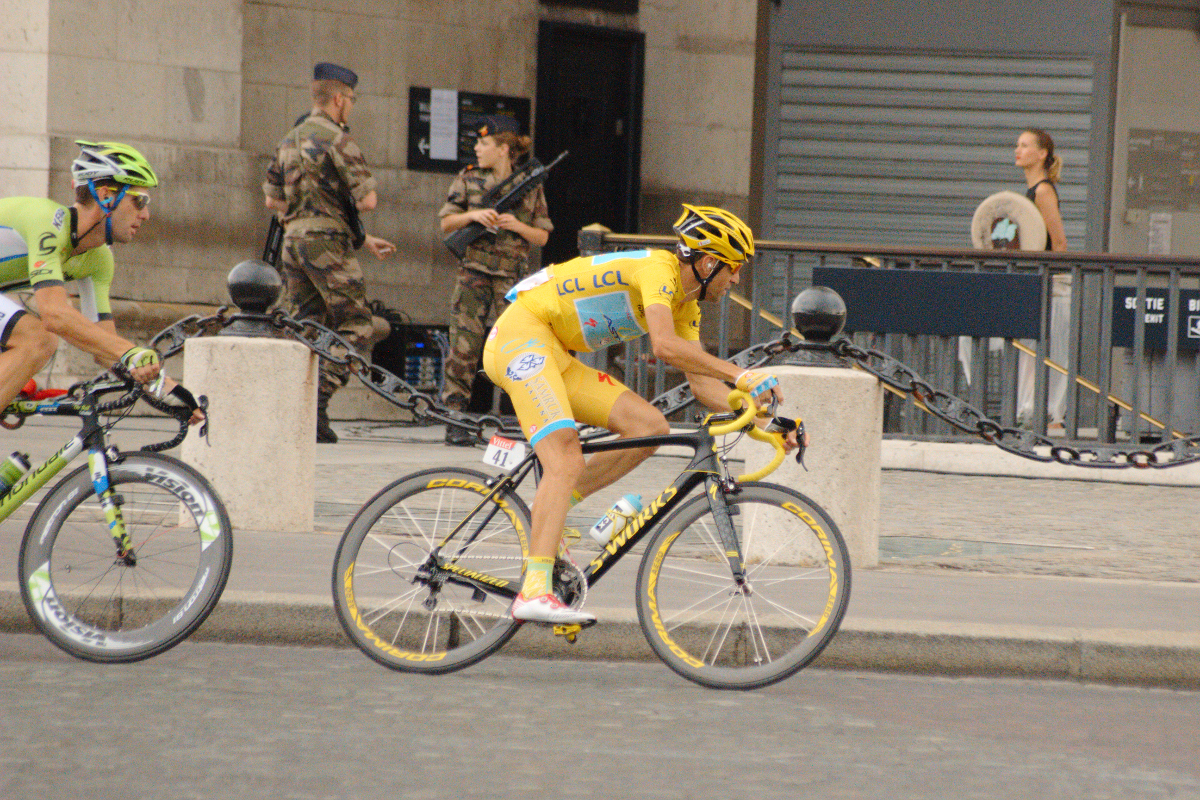
再三果敢なアタックをみせたヴィンチェンツォ・ニバリ

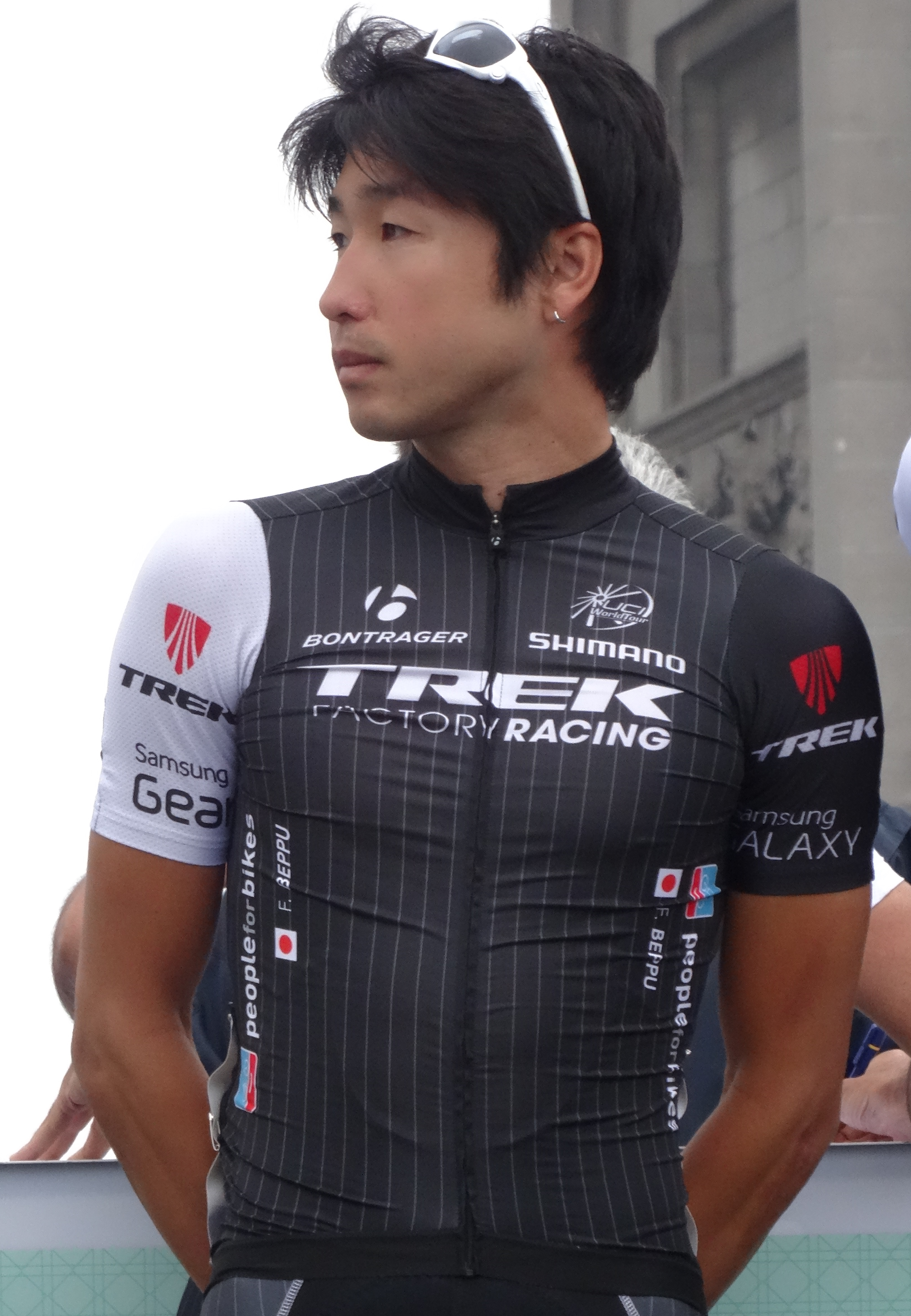
敢闘賞を獲得した別府史之

本戦は定刻やや遅れて開始された。パレードランを終え、総周回20周のスタートが切られるとU23日本チャンピオンである徳田鍛造（スペシャルチームジャパンforさいたま）がまずアタックをかけ、それを7人が追従し、合計8人の逃げ集団が形成された。リエーベ・ヴェストラ（アスタナ）、ユライ・サガン（キャノンデール）らUCIプロチーム勢に混じって先頭集団には本戦前に引退セレモニーを行った清水都貴（ブリヂストンアンカーサイクリングチーム）の姿もあり、4、8、12、16周にそれぞれ設定された最初のポイント賞は清水が獲得した。また、この周回クリス・フルーム（スカイ）は電動変速機のトラブルに見舞われ、さいたまクリテリウム独自の救済ルールにのっとりマヴィックの用意したニュートラルバイクへの乗換えを余儀なくされた。
10秒あまりのリードを築いた逃げ集団であったが、直後FDJに牽引されたプロトンがペースを上げたことにより、これに吸収された。次いでアタックを行ったのはマイヨ・ジョーヌ、マイヨ・ア・ポワに袖を通すヴィンチェンツォ・ニバリ（アスタナ）とラファウ・マイカ（ティンコフ・サクソ）、それに清水、盛一大（愛三工業レーシングチーム）と同じく今季を最後に引退を表明した宮澤崇史（ヴィーニファンティーニNIPPO）、西谷泰治（愛三工業レーシングチーム）ら4選手。そのまま快調にとばし6週目に設けられた山岳賞ポイントはマイカが獲得し、メイン集団とのタイム差はこの時点で20秒になった。引き続き逃げ集団はタイム差を広げ、最大で40秒にまでその差を広げ、8週目に設定された2回目のポイント賞は宮澤が獲得した。また、10週目2回目の山岳ポイントはマイカがトップで通過し、この時点で6ポイントを獲得して山岳賞を決定付けた。
11週目に入ると今度はカチューシャの牽引により逃げ集団は吸収される。全日本チャンピオンである佐野淳哉（スペシャルチームジャパンforさいたま）、マイケル・ロジャース（ティンコフ・サクソ）、ルーク・ロウ（スカイ）、ジャンクリストフ・ペロー（AG2R）、さらにU23世界チャンピオンのスヴェンエリック・ビストロム（カチューシャ）らが先行し、3回めのポイント賞は佐野が獲得した。
数周に渡って5名が先行するも、今度はジャイアント・シマノの牽引により吸収。すると再びアタックをかけたのはニバリ。16週目に設定された4回目の中間ポイントはニバリが獲得し、ポイント賞を獲得するも、マルセル・キッテル（ジャイアント・シマノ）、ペーター・サガン（キャノンデール）、バレリオ・アニョーリ（アスタナ）、ロメン・バルデ（AG2R）、アレキサンダー・クリストフ（カチューシャ）、アルノー・デマル（FDJ）、新城幸也（ヨーロッパカー）、別府史之（トレック）がニバリを追随し、ニバリが一団に捉えられるとここでアタックを仕掛けたのは別府。約2周に渡って先頭を維持する。
しかし先頭集団に複数名を絡ませることに成功したジャイアント・シマノ、アスタナがその利を生かし別府を捉える。新城を引き連れる形で最終ラップへ突入した別府であったが、ここでニバリを牽引するアニョーリによって捕らえられ、この時点で勝負は先頭10名にほぼ絞られた。アンダーパスを抜けた登りを勝負どころとアタックを仕掛けたニバリだったが、スプリントでの決着を狙うスプリンター勢がこれを逃さない。クリストフ、サガンらトップスプリンターが好位置から最終ストレートを立ち上がるも、発射台としてクーン・デコルト（ジャイアント・シマノ）がリードアウトする右サイドからするどい加速を見せ付けたのはキッテル。101回目大会で獲得した4勝を髣髴とさせるゴール前での強さをまざまざと見せつけ、そのままゴールイン。勝利に両手を挙げて喜び、観客を沸かせた。
以下が最終的な総合順位である。
| 順位 | No. | 選手名                     | 国籍           | チーム                                 | 時間          |
| ---- | --- | -------------------------- | -------------- | -------------------------------------- | ------------- |
| 1    | 41  | マルセル・キッテル         | ドイツ         | チーム・ジャイアント＝シマノ           | 1時間24分39秒 |
| 2    | 12  | ペーター・サガン           | スロバキア     | キャノンデール・プロサイクリング       | 同            |
| 3    | 62  | アレクサンダー・クリストフ | ノルウェー     | チーム・カチューシャ                   | 同            |
| 4    | 71  | アルノー・デマル           | フランス       | エフデジ・ポワン・エフエール           | 同            |
| 5    | 81  | 新城幸也                   | 日本           | チーム・ヨーロッパカー                 | 同            |
| 6    | 32  | ロメン・バルデ             | フランス       | AG2R・ラ・モンディアル                 | 同            |
| 7    | 4   | バレリオ・アニョーリ       | イタリア       | アスタナ・プロチーム                   | +2秒          |
| 8    | 43  | クーン・デコルト           | オランダ       | チーム・ジャイアント＝シマノ           | +5秒          |
| 9    | 1   | ヴィンチェンツォ・ニバリ   | イタリア       | アスタナ・プロチーム                   | 同            |
| 10   | 82  | 別府史之                   | 日本           | トレック                               | +10秒         |
| 11   | 101 | 西谷泰治                   | 日本           | 愛三工業レーシングチーム               | +1分6秒       |
| 12   | 111 | 清水都貴                   | 日本           | チームブリヂストン・アンカー           | 同            |
| 13   | 161 | 宮澤崇史                   | 日本           | ヴィーニファンティーニNIPPO            | 同            |
| 14   | 153 | 城田大和                   | 日本           | 宇都宮ブリッツェン                     | 同            |
| 15   | 103 | 盛一大                     | 日本           | 愛三工業レーシングチーム               | 同            |
| 16   | 93  | 橋本英也                   | 日本           | スペシャルチームジャパンforさいたま    | 同            |
| 17   | 61  | ガティス・スムクリス       | ラトビア       | チーム・カチューシャ                   | +1分8秒       |
| 18   | 123 | 永良大誠                   | 日本           | マトリックスパワータグ                 | +1分10秒      |
| 19   | 34  | ミカエル・シェレル         | フランス       | AG2R・ラ・モンディアル                 | +1分14秒      |
| 20   | 21  | ラファウ・マイカ           | ポーランド     | ティンコフ＝サクソ                     | 同            |
| 21   | 141 | 狩野智也                   | 日本           | チーム右京                             | 同            |
| 22   | 143 | 湊諒                       | 日本           | チーム右京                             | 同            |
| 23   | 53  | ダリオ・カタルド           | イタリア       | チームスカイ                           | +1分16秒      |
| 24   | 23  | パベル・ポリャンスキー     | ポーランド     | ティンコフ＝サクソ                     | 同            |
| 25   | 102 | 綾部勇成                   | 日本           | 愛三工業レーシングチーム               | +1分19秒      |
| 26   | 73  | ジェレミー・ロワ           | フランス       | エフデジ・ポワン・エフエール           | 同            |
| 27   | 152 | 堀孝明                     | 日本           | 宇都宮ブリッツェン                     | +1分26秒      |
| 28   | 42  | ワレン・バルギル           | フランス       | チーム・ジャイアント＝シマノ           | +1分30秒      |
| 29   | 142 | 窪木一茂                   | 日本           | チーム右京                             | 同            |
| 30   | 74  | アルノル・ジャヌソン       | フランス       | エフデジ・ポワン・エフエール           | +1分33秒      |
| 31   | 64  | マルコ・ハーラー           | オーストラリア | チーム・カチューシャ                   | 同            |
| 32   | 63  | スベンエリック・ビストロム | ノルウェー     | チーム・カチューシャ                   | 同            |
| 33   | 3   | リエーベ・ウェストラ       | オランダ       | アスタナ・プロチーム                   | 同            |
| 34   | 33  | ブレル・カドリ             | フランス       | AG2R・ラ・モンディアル                 | 同            |
| 35   | 44  | ヨハネス・フローリンガー   | ドイツ         | チーム・ジャイアント＝シマノ           | 同            |
| 36   | 13  | ジャンマルク・マリノ       | フランス       | キャノンデール・プロサイクリング       | 同            |
| 37   | 11  | アレッサンドロ・デマルキ   | イタリア       | キャノンデール・プロサイクリング       | 同            |
| 38   | 54  | サルバトーレ・プッチョ     | イタリア       | チームスカイ                           | 同            |
| 39   | 92  | 徳田鍛造                   | 日本           | スペシャルチームジャパンforさいたま    | 同            |
| 40   | 94  | 高木三千成                 | 日本           | スペシャルチームジャパンforさいたま    | 同            |
| 41   | 131 | 畑中勇介                   | 日本           | シマノレーシングチーム                 | 同            |
| 42   | 164 | 山本元                     | 日本           | ヴィーニファンティーニNIPPO            | 同            |
| 43   | 124 | ベンハミン・プラデス       | スペイン       | マトリックスパワータグ                 | 同            |
| 44   | 52  | クリストファー・フルーム   | イギリス       | チームスカイ                           | 同            |
| 45   | 122 | 和田力                     | 日本           | マトリックスパワータグ                 | 同            |
| 46   | 14  | ユライ・サガン             | スロバキア     | キャノンデール・プロサイクリング       | 同            |
| 47   | 112 | 内間康平                   | 日本           | ブリヂストンアンカーサイクリングチーム | 同            |
| 48   | 104 | 中島康晴                   | 日本           | 愛三工業レーシングチーム               | 同            |
| 49   | 31  | ジャンクリストフ・ペロー   | フランス       | AG2R・ラ・モンディアル                 | 同            |
| 50   | 121 | 安原大貴                   | 日本           | マトリックスパワータグ                 | 同            |
| 51   | 72  | ユシ・ヴァイカネン         | フィンランド   | エフデジ・ポワン・エフエール           | 同            |
| 52   | 91  | 佐野淳哉                   | 日本           | スペシャルチームジャパンforさいたま    | 同            |
| 53   | 24  | ニコラス・ローチ           | アイルランド   | ティンコフ＝サクソ                     | 同            |
| 54   | 133 | 吉田隼人                   | 日本           | シマノレーシングチーム                 | 同            |
| 55   | 144 | 山本隼                     | 日本           | チーム右京                             | 同            |
| 56   | 51  | ルーク・ロウ               | イギリス       | チームスカイ                           | 同            |
| 57   | 114 | 寺崎武郎                   | 日本           | ブリヂストンアンカーサイクリングチーム | 同            |
| 58   | 113 | 初山翔                     | 日本           | ブリヂストンアンカーサイクリングチーム | 同            |
| 59   | 22  | マイケル・ロジャース       | オーストラリア | ティンコフ＝サクソ                     | 同            |
| 60   | 132 | 入部正太朗                 | 日本           | シマノレーシングチーム                 | 同            |
| 61   | 134 | 野中竜馬                   | 日本           | シマノレーシングチーム                 | 同            |
| 62   | 162 | 秋丸湧哉                   | 日本           | ヴィーニファンティーニNIPPO            | +1分53秒      |
| 63   | 163 | 石橋学                     | 日本           | ヴィーニファンティーニNIPPO            | 同            |
| DNF  | 151 | 青柳憲輝                   | 日本           | 宇都宮ブリッツェン                     | AB            |

#### ポイントレース1
ポイントレース1はゼッケンが偶数の全31名で行われた。以下が13時より行われたポイントレース1の各セクションごとの順位、および総合順位である。
| 順位               | No. | 選手名                     | 国籍         | チーム | ポイント |
| ------------------ | --- | -------------------------- | ------------ | ------ | -------- |
| Sprint N°1 - km 6  |     |                            |              |        |          |
| 1                  | 24  | ニコラス・ローチ           | アイルランド | TCS    | 5        |
| 2                  | 4   | バレリオ・アニョーリ       | イタリア     | AST    | 4        |
| 3                  | 92  | 徳田鍛造                   | 日本         | JPN    | 3        |
| 4                  | 64  | マルコ・ハーラー           | オーストリア | KAT    | 2        |
| 5                  | 102 | 綾部勇成                   | 日本         | AIS    | 1        |
| Sprint N°2 - km 12 |     |                            |              |        |          |
| 1                  | 142 | 窪木一茂                   | 日本         | UKO    | 5        |
| 2                  | 52  | クリストファー・フルーム   | イギリス     | SKY    | 4        |
| 3                  | 42  | ワレン・バルギル           | フランス     | GIA    | 3        |
| 4                  | 24  | ニコラス・ローチ           | アイルランド | TCS    | 2        |
| 5                  | 4   | バレリオ・アニョーリ       | イタリア     | AST    | 1        |
| Sprint N°3 - km 18 |     |                            |              |        |          |
| 1                  | 62  | アレクサンダー・クリストフ | ノルウェー   | KAT    | 5        |
| 2                  | 24  | ニコラス・ローチ           | アイルランド | TCS    | 4        |
| 3                  | 32  | ロマン・バルデ             | フランス     | ALM    | 3        |
| 4                  | 82  | 別府史之                   | 日本         | TDF    | 2        |
| 5                  | 4   | バレリオ・アニョーリ       | イタリア     | AST    | 1        |
| Sprint N°4 - km 24 |     |                            |              |        |          |
| 1                  | 62  | アレクサンダー・クリストフ | ノルウェー   | KAT    | 10       |
| 2                  | 24  | ニコラス・ローチ           | アイルランド | TCS    | 8        |
| 3                  | 4   | バレリオ・アニョーリ       | イタリア     | AST    | 6        |
| 4                  | 112 | 内間康平                   | 日本         | BGT    | 4        |
| 5                  | 12  | ペーテル・サガン           | スロバキア   | CAN    | 2        |

| 総合順位 |     |                            |                |        |          |
| 順位     | No. | 選手名                     | 国籍           | チーム | ポイント |
| 1        | 24  | ニコラス・ローチ           | アイルランド   | TCS    | 19       |
| 2        | 62  | アレクサンダー・クリストフ | ノルウェー     | KAT    | 15       |
| 3        | 4   | バレリオ・アニョーリ       | イタリア       | AST    | 12       |
| 4        | 142 | 窪木一茂                   | 日本           | UKO    | 5        |
| 5        | 52  | クリストファー・フルーム   | イギリス       | SKY    | 4        |
| 6        | 112 | 内間康平                   | 日本           | BGT    | 4        |
| 7        | 32  | ロマン・バルデ             | フランス       | ALM    | 3        |
| 8        | 92  | 徳田鍛造                   | 日本           | JAP    | 3        |
| 9        | 42  | ワレン・バルギル           | フランス       | GIA    | 3        |
| 10       | 64  | マルコ・ハーラー           | オーストリア   | KAT    | 2        |
| 11       | 82  | 別府史之                   | 日本           | TDF    | 2        |
| 12       | 12  | ペーテル・サガン           | スロバキア     | CAN    | 2        |
| 13       | 102 | 綾部勇成                   | 日本           | AIS    | 1        |
| 14       | 144 | 山本隼                     | 日本           | UKO    | 0        |
| 15       | 94  | 高木三千成                 | 日本           | JAP    | 0        |
| 16       | 124 | ベンハミン・プラデス       | スペイン       | MTR    | 0        |
| 17       | 34  | ミカエル・シェレル         | フランス       | ALM    | 0        |
| 18       | 54  | サルバトーレ・プッチョ     | イタリア       | SKY    | 0        |
| 19       | 72  | ユッシ・ベイッカネン       | フィンランド   | FDJ    | 0        |
| 20       | 152 | 堀孝明                     | 日本           | BLZ    | 0        |
| 21       | 44  | ヨハネス・フローリンガー   | ドイツ         | GIA    | 0        |
| 22       | 164 | 山本元喜                   | 日本           | VFN    | 0        |
| 23       | 14  | ユライ・サガン             | スロバキア     | CAN    | 0        |
| 24       | 122 | 和田力                     | 日本           | MTR    | 0        |
| 25       | 104 | 中島康晴                   | 日本           | AIS    | 0        |
| 26       | 132 | 入部正太朗                 | 日本           | SMN    | 0        |
| 27       | 134 | 野中竜馬                   | 日本           | SMN    | 0        |
| 28       | 22  | マイケル・ロジャース       | オーストラリア | TCS    | 0        |
| 29       | 114 | 寺崎武郎                   | 日本           | BGT    | 0        |
| 30       | 162 | 秋丸湧哉                   | 日本           | VFN    | 0        |
| 31       | 74  | アルノル・ジャヌソン       | フランス       | FDJ    | 0        |

#### ポイントレース2
ポイントレース2はゼッケンが偶数の全33名で行われた。以下が13時45分より行われたポイントレース2の各セクションごとの順位、および総合順位である。
| 順位               | No. | 選手名                   | 国籍     | チーム | ポイント |
| ------------------ | --- | ------------------------ | -------- | ------ | -------- |
| Sprint N°1 - km 6  |     |                          |          |        |          |
| 1                  | 61  | ガティス・スムクリス     | ラトビア | KAT    | 5        |
| 2                  | 71  | アルノー・デマル         | フランス | FDJ    | 4        |
| 3                  | 131 | 畑中勇介                 | 日本     | SMN    | 3        |
| 4                  | 53  | ダリオ・カタルド         | イタリア | SKY    | 2        |
| 5                  | 133 | 吉田隼人                 | 日本     | SMN    | 1        |
| Sprint N°2 - km 12 |     |                          |          |        |          |
| 1                  | 61  | ガティス・スムクリス     | ラトビア | KAT    | 5        |
| 2                  | 1   | ビンチェンツォ・ニバリ   | イタリア | AST    | 4        |
| 3                  | 131 | 畑中勇介                 | 日本     | SMN    | 3        |
| 4                  | 71  | アルノー・デマル         | フランス | FDJ    | 2        |
| 5                  | 3   | リューウェ・ウエストラ   | オランダ | AST    | 1        |
| Sprint N°3 - km 18 |     |                          |          |        |          |
| 1                  | 1   | ビンチェンツォ・ニバリ   | イタリア | AST    | 5        |
| 2                  | 103 | 盛一大                   | 日本     | AIS    | 4        |
| 3                  | 71  | アルノー・デマル         | フランス | FDJ    | 3        |
| 4                  | 101 | 西谷泰治                 | 日本     | AIS    | 2        |
| 5                  | 61  | ガティス・スムクリス     | ラトビア | KAT    | 1        |
| Sprint N°4 - km 24 |     |                          |          |        |          |
| 1                  | 71  | アルノー・デマル         | フランス | FDJ    | 10       |
| 2                  | 1   | ビンチェンツォ・ニバリ   | イタリア | AST    | 8        |
| 3                  | 11  | アレッサンドロ・デマルキ | イタリア | CAN    | 6        |
| 4                  | 101 | 西谷泰治                 | 日本     | AIS    | 4        |
| 5                  | 43  | クーン・デコルト         | オランダ | GIA    | 2        |

| 総合順位 |     |                            |            |        |          |
| 順位     | No. | 選手名                     | 国籍       | チーム | ポイント |
| 1        | 71  | アルノー・デマル           | フランス   | FDJ    | 19       |
| 2        | 1   | ビンチェンツォ・ニバリ     | イタリア   | AST    | 17       |
| 3        | 61  | ガティス・スムクリス       | ラトビア   | KAT    | 11       |
| 4        | 131 | 畑中勇介                   | 日本       | SMN    | 6        |
| 5        | 11  | アレッサンドロ・デマルキ   | イタリア   | CAN    | 6        |
| 6        | 101 | 西谷泰治                   | 日本       | AIS    | 6        |
| 7        | 103 | 盛一大                     | 日本       | AIS    | 4        |
| 8        | 53  | ダリオ・カタルド           | イタリア   | SKY    | 2        |
| 9        | 43  | クーン・デコルト           | オランダ   | GIA    | 2        |
| 10       | 3   | リューウェ・ウエストラ     | オランダ   | AST    | 1        |
| 11       | 133 | 吉田隼人                   | 日本       | SMN    | 1        |
| 12       | 153 | 城田大和                   | 日本       | BLZ    | 0        |
| 13       | 41  | マルセル・キッテル         | ドイツ     | GIA    | 0        |
| 14       | 63  | スベンエリック・ビストロム | ノルウェー | KAT    | 0        |
| 15       | 21  | ラファウ・マイカ           | ポーランド | TCS    | 0        |
| 16       | 111 | 清水都貴                   | 日本       | BGT    | 0        |
| 17       | 123 | 永良大誠                   | 日本       | MTR    | 0        |
| 18       | 141 | 狩野智也                   | 日本       | UKO    | 0        |
| 19       | 121 | 安原大貴                   | 日本       | MTR    | 0        |
| 20       | 31  | ジャンクリストフ・ペロー   | フランス   | ALM    | 0        |
| 21       | 33  | ブレル・カドリ             | フランス   | ALM    | 0        |
| 22       | 23  | パベル・ポリャンスキー     | ポーランド | TCS    | 0        |
| 23       | 81  | 新城幸也                   | 日本       | TDF    | 0        |
| 24       | 73  | ジェレミー・ロワ           | フランス   | FDJ    | 0        |
| 25       | 93  | 橋本英也                   | 日本       | JAP    | 0        |
| 26       | 143 | 湊諒                       | 日本       | UKO    | 0        |
| 27       | 161 | 宮澤崇史                   | 日本       | VFN    | 0        |
| 28       | 91  | 佐野淳哉                   | 日本       | JAP    | 0        |
| 29       | 51  | ルーク・ロウ               | イギリス   | SKY    | 0        |
| 30       | 13  | ジャンマルク・マリノ       | フランス   | CAN    | 0        |
| 31       | 151 | 青柳憲輝                   | 日本       | BLZ    | 0        |
| 32       | 113 | 初山翔                     | 日本       | BGT    | 0        |
| 33       | 163 | 石橋学                     | 日本       | VFN    | 0        |

## 2015年〜2019年
2015年大会の冠スポンサーは、2013年大会より参加していたジュピターテレコム（J:COM）となり、「J:COM presents ツール・ド・フランス さいたまクリテリウム」の名称に変わった。以後、2022年現在まで続いている。
2015年大会（10月24日）では、前年のコースを踏まえつつ、スタート・フィニッシュを、狭く薄暗かったスーパーアリーナのさいたま新都心駅側から、北与野駅近く（2013年大会の位置）へ戻した。周回方向も前年と逆に変え、新都心地下道を挟んだ直線の走行車線が、欧州式の右側通行となった。「サイクルフェスタ」の会場も、三菱マテリアル跡の区画整理により変更された。
2016年大会（10月29日）は2015年とほぼ同様であった。
2017年大会（11月4日）では、これまで開催してきた10月下旬に、国内外の公式戦が組まれたため開催日をずらしたが、さいたまスーパーアリーナの利用スケジュールが既におさえられていた上に、開院したさいたま赤十字病院・埼玉県立小児医療センターへの救急車の搬送ルートの確保が必要となったため、コースを大胆に変更した。これまで大会本部やコースの大半は新都心駅の西側だったが、今大会は東側の区画整理中の地区（北袋町一丁目）を中心とし、新都心地下道をくぐり、西側は単純に小児医療センター前で折り返す形にした。走行車線も左側通行に戻った。さいたまスーパーアリーナ内に設定されていた予約席は、北袋町の道路沿いに特設アリーナを仮設して用意した。市有地に置かれた予約席の一部とサイクルフェスタはコースに取り囲まれる形になり、レース中は出入りが制限された。
2018年大会（11月4日）は2017年大会と同様だった。ただし、サイクルフェスタの会場をコース外の隣接地（しまむら所有地）に変更し、コースに囲まれた敷地は「オフィシャルサポーターズヴィレッジ」として、予約席と「オフィシャルサポーターズ」会員、招待関係者の専用エリアにした。
2019年大会（10月27日） では、主催が一般社団法人「さいたまスポーツコミッション」（SSC）に変わり、さいたま市は共催となった。コースは約3.5キロメートルに延長され、新都心駅西側の「さいたまスーパーアリーナ」を通過するルートが復活し、駅東側の北袋町ルートは廃止されたが、直線コースが東へ延長されており、スタート・フィニッシュも東側に置かれた。新都心地下道をくぐる長い直線は、再び右側通行となった。サイクルフェスタは新設された「さいたま新都心公園」で開催された。

## 2020〜2021年の開催中止
2020年に始まった新型コロナウイルス感染症の影響で、さいたまスポーツコミッションは同年6月17日、市民や選手、来場者の安心・安全を考慮して開催を見送ることを発表した。中止は大会史上初めて。この年はコロナの影響でブエルタ・ア・エスパーニャ2020が延期されて10月20日〜11月8日に開催され、さいたまクリテリウムの本来の開催時期と重複していたため、日程的にも選手の招待が難しい状況だった。
さいたまスポーツコミッションは続く2021年の大会を万全の感染対策を整えて開催することを目指していたが、同年7月20日、国内の感染拡大の状況が依然として予断を許さない状況だとして、開催見送りを発表した。

## 2022年
さいたまスポーツコミッションとさいたま市は2022年4月8日、さいたまクリテリウムを同年11月6日に開催すると発表。3年ぶりの開催が決まった。開催コンセプトは「PLEASURE of RE : SAITAMA CRITERIUM」。大会コースは前回2019年と同じで1周3.5キロメートルとなった。大会に5回の出場歴があるマルセル・キッテルが大会アンバサダーに就任。10月から11月末までを「さいたまクリテリウムWEEK」と銘打ち、商店街の催しや、市立保育園の「さいたまクリテリウム記念給食」など、様々なイベントが開催された。今大会はJ:テレとJ SPORTSによる生中継に加えて、J SPORTS サイクルロードレース公式YouTubeチャンネルによるライブ配信も行われた。